# Linum lundellii
Linum lundellii är en linväxtart som beskrevs av C.M. Rogers. Linum lundellii ingår i släktet linsläktet, och familjen linväxter. Inga underarter finns listade i Catalogue of Life.